# Gao (empereur)
Pour les articles homonymes, voir Gao.
Gao (皋) ou Di Gao (帝皋), aussi appelé Di Hao (帝昊) et Gao Gou (皋茍), fut le quinzième souverain de la dynastie Xia. Il régna de -1848 à -1837.